# Nasťa Baumruková
Nasťa Baumruková (* 16. května 1930 Plzeň) byla česká a československá politička KSČ, za normalizace ministryně práce a sociálních věcí České socialistické republiky.

## Biografie
Vyučila se prodavačkou. V letech 1950–1961 pracovala na různých postech v Krajské odborové radě v Plzni. Potom absolvovala Vysokou školu politikou ÚV KSČ v Praze a od roku 1964 pracovala v aparátu Ústředního výboru Komunistické strany Československa jako politická pracovnice, později vedoucí odboru. V roce 1972 se stala tajemnicí pro sociální politiku Sněmovny lidu a Sněmovny národů Federálního shromáždění. V roce 1984 nastoupila na post náměstkyně českého ministra práce a sociálních věcí. V roce 1975 jí bylo uděleno Vyznamenání Za zásluhy o výstavbu a roku 1985 Řád práce.
V červnu 1986 byla jmenována členkou české vlády Josefa Korčáka a Ladislava Adamce jako ministryně práce a sociálních věcí. V této vládě setrvala do dubna 1988. Pak byl její rezort sloučen do ministerstva zdravotnictví a sociálních věcí a ona opustila vládu.